# Pettenasco
Pettenasco (Pitnasch in piemontese e in lombardo) è un comune italiano di 1 304 abitanti della provincia di Novara adagiato a metà della sponda orientale del Lago d'Orta.

## Storia

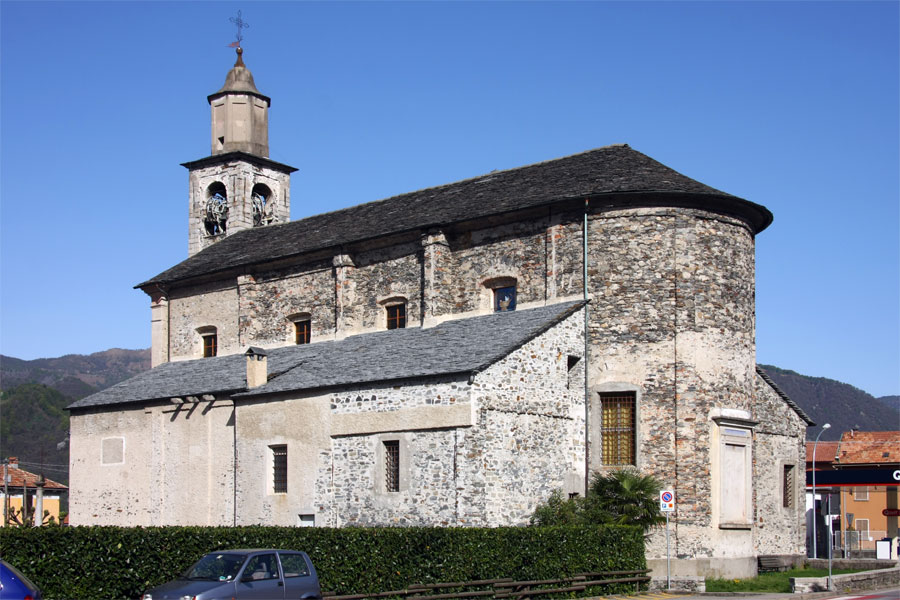
La chiesa parrocchiale

Nell'abitato sono state rinvenute tombe di epoca romana.
Secondo la leggenda della vita di San Giulio, nel IV secolo d.C. vi risiedeva il prefetto Audenzio, che aiutò il santo nell'evangelizzazione e fu sepolto accanto a lui nell'Isola di San Giulio. In epoca medievale fece parte della Riviera di San Giulio con propri statuti.
Nell'abitato si trovano i resti di alcune case medievali, con portali in pietra incisi. Un campaniletto romanico è quel che rimane dell'antica chiesa dedicata a S. Audenzio ed è unito all'attuale parrocchiale di S. Caterina, eretta nel 1778: questa conserva dipinti del XVII secolo ed è affiancata da un alto campanile del 1792.
La presenza di attività molitoria è attestata fin dal primo documento che cita il paese, risalente al IX secolo. Dalla metà del XIX secolo vari mulini furono convertiti in tornerie idrauliche, dove i "gratagamul", i tornitori del legno, realizzavano centinaia di oggetti venduti in tutta Italia. Una delle più antiche tornerie è stata convertita in Museo dell'arte della tornitura del legno.

### I vigneti di Luneglio
Da un documento di "de vico Petinasco" che elenca legati dal 1622 in avanti, si indicano quali allora fossero i beni posseduti dalla Parrocchiale e dalla Confraternita di S. Spirito. 
Vi si trovano tra gli altri:
- un campo di vigna, dove si dice " a Portigaro "
- un campo di vigna, dove si dice " alla Canossa "
- un campo di vigna, dove si dice " al campo della chiesa "
- un campo con vigna bianca nel territorio di Crabbia, dove si dice " al Capopiano "
- un campo con vigna rossa nel territorio di Lunelio,  ove sorge una torre/casaforte che si vuole appartenuta alla regina longobarda Teodolinda.

Ancora più anticamente si trovano tracce di una notevole attività vitivinicola; infatti negli "statuti di Petinasci" del 1433 sono evidenziate alcune prescrizioni, tra le quali quella che condannava i cani all'arresto forzato in casa da agosto ad ottobre per conservare intatta l'uva nelle vigne.
Oggi, per non dimenticare e in onore a un passato ormai perso per sempre (Pettenasco ancora agli inizi del 1900 era un fiorente frutteto, la sua copiosa frutta e verdura oltre ad essere venduta ai mercati dei borghi attorno al lago veniva anche esportata nella vicina Svizzera), grazie alla appena sorta linea ferroviaria per il Sempione, hanno ritrovato vita alcuni vigneti.

## Società

### Evoluzione demografica
Abitanti censiti

## Sport
Nei mesi estivi tra gli anni 1980 e 1990 ebbe sede a Pettenasco il cosiddetto mercatino, una sorta di calciomercato dedicato specificamente alle squadre di calcio dilettantistiche basate tra Piemonte orientale e Lombardia occidentale, organizzato dall'emittente radiofonica locale Teleradiosole e dal giornale Tribuna Sportiva di Novara.

## Amministrazione
Di seguito è presentata una tabella relativa alle amministrazioni che si sono succedute in questo comune.
| Periodo          | Periodo          | Primo cittadino  | Partito                     | Carica      | Note  |
| ---------------- | ---------------- | ---------------- | --------------------------- | ----------- | ----- |
| 19 giugno 1985   | 25 maggio 1990   | Giordano Nichini | Democrazia Cristiana        | Sindaco     | [ 7 ] |
| 25 maggio 1990   | 24 aprile 1995   | Franco Sartirani | Partito Socialista Italiano | Sindaco     | [ 7 ] |
| 24 aprile 1995   | 14 giugno 1999   | Franco Sartirani | centro-sinistra             | Sindaco     | [ 7 ] |
| 14 giugno 1999   | 14 giugno 2004   | Franco Sartirani | centro-sinistra             | Sindaco     | [ 7 ] |
| 14 giugno 2004   | 30 novembre 2005 | Giuseppe Moroni  | lista civica                | Sindaco     | [ 7 ] |
| 21 dicembre 2005 | 30 maggio 2006   | Gavina Mariotti  |                             | Comm. pref. | [ 7 ] |
| 29 maggio 2006   | 16 maggio 2011   | Ezia Tabozzi     | lista civica                | Sindaco     | [ 7 ] |
| 16 maggio 2011   | 6 giugno 2016    | Mauro Romagnoli  | lista civica                | Sindaco     | [ 7 ] |
| 6 giugno 2016    | 4 ottobre 2021   | Franco Sartirani | lista civica                | Sindaco     | [ 7 ] |
| 4 Ottobre 2021   |                  | Mauro Romagnoli  | lista civica                | Sindaco     | [ 7 ] |